# Sportsklubben Gjøa/Hard
Lo Sportsklubben Gjøa/Hard è una società calcistica norvegese con sede nella città di Oslo. Il club disputò trestagioni nella Norgesserien, all'epoca massima divisione locale. La squadra è nata dalla fusione tra Gjøa e Hard.